# Ovo cozido

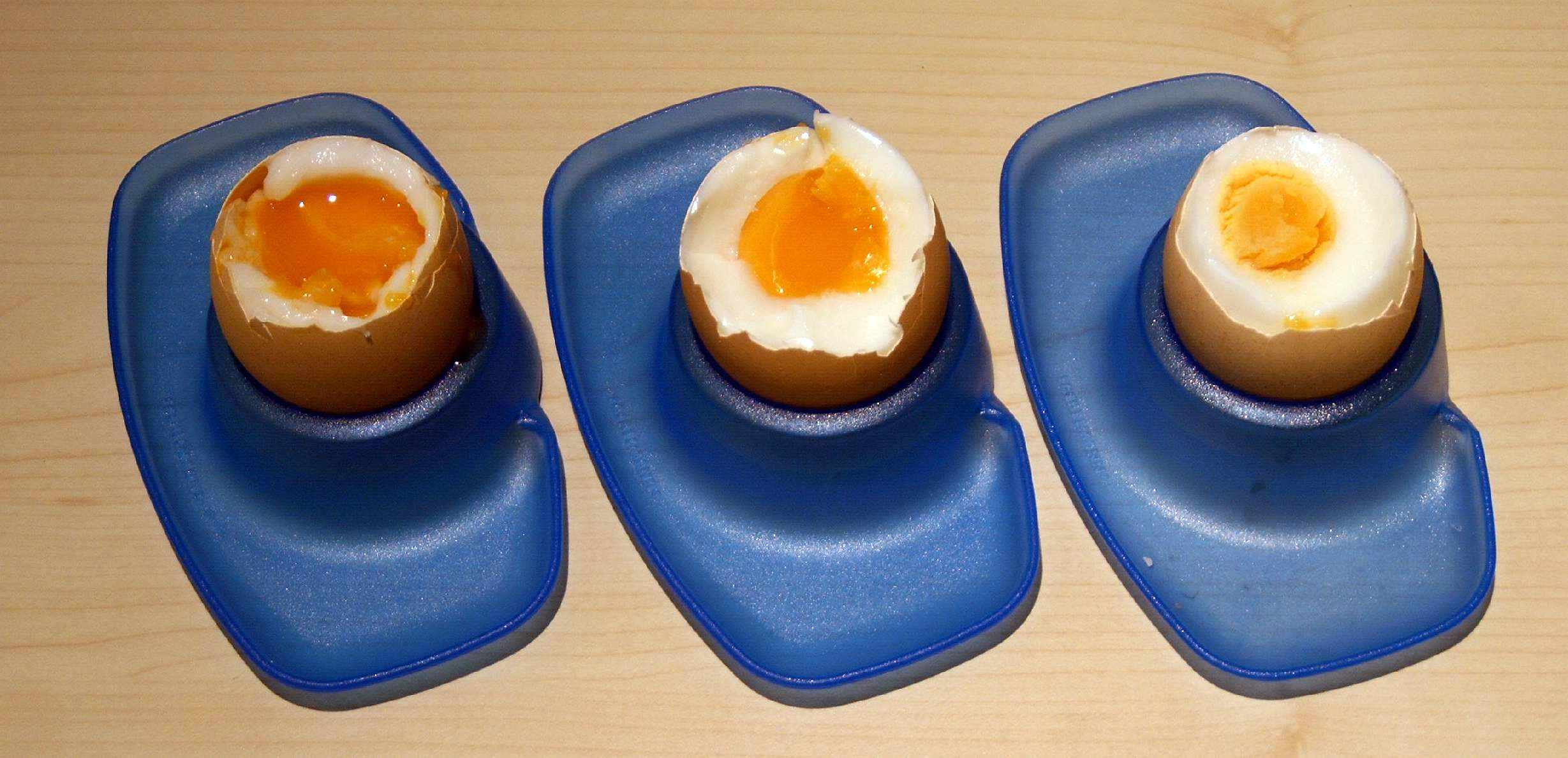
Ovos cozidos com o tempo de cozimento aumentando da esquerda para a direita

Ovo cozido é um prato de culinária feito a partir de ovos de galinha colocados inteiros, com a casca, numa panela de água até cozerem. Pode ser consumido só ou agregado a outros alimentos tradicionais.
Na culinária da Irlanda, é utilizado para o preparo do prato típico Kala e quando "duro" como aperitivos. Na produção industrializada, problemas associados a produção em larga escala incluem a produção de descartes dos efluentes do cozimento.